# Kostreš
Kostreš (cyr. Костреш) – wieś w Bośni i Hercegowinie, w Republice Serbskiej, w gminie Derventa. W 2013 roku liczyła 279 mieszkańców.